# 超常怪奇スペシャル 矢追純一の異次元ワールド
『超常怪奇スペシャル 矢追純一の異次元ワールド』（ちょうじょうかいきスペシャルやおいじゅんいちのいじげんワールド）は、1993年12月10日から12月24日まで日本テレビ系列で放送されたテレビ番組。制作は日本テレビ。放送時間は金曜20:00 - 20:54。全3回。

## 概要
不思議な出来事を2本のオムニバスドラマで描く。矢追純一と森口博子が案内人としてドラマで描かれた不思議な現象を解説する。

## 放送日程
| 放送日          | ドラマ        |
| --------------- | ------------- |
| 1993年 12月10日 | 蘇った恋人    |
| 1993年 12月10日 | 胎児の記憶    |
| 12月17日        | 紙一重の幸運  |
| 12月17日        | もう一人の私  |
| 12月24日        | X'masの訪問者 |
| 12月24日        | 噂の委員会    |

## 蘇った恋人
タイトル
- 蘇った恋人
- 蘇る死者の魂

出演
- 布川敏和

## 胎児の記憶
タイトル
- 胎児の記憶
- 胎児は聞いている

登場人物
- 夏美 - 早勢美里
女子高校生。
- 洋介 - 大和田獏
夏美の父。
- 麻子 - 水沢アキ
夏美の母。

その他の出演
- 駒崎香織
- 大越史歩
- 菊沢美和

## 紙一重の幸運
登場人物
- 辰夫 - 尾美としのり
サラリーマン。

スタッフ
- 監督 - 白川俊夫
- 脚本 - いずみ玲

## もう一人の私
タイトル
- もう一人の私
- 消えていく写真 OLを襲う影!もう一人の私が…

## X'masの訪問者
タイトル
- X'masの訪問者
- Xマスの惨劇!イブに謎の訪問者

出演
- 西村知美
- 石橋保

スタッフ
- 監督 - 岡屋龍一
- 脚本 - いずみ玲

## 噂の委員会
タイトル
- 噂の委員会
- 解剖室の怪奇

登場人物
- 飛鳥 - 前田つばさ
女子高校生。

その他の出演
- 山口リエ
- 薬師寺容子